# Unidad de cinta

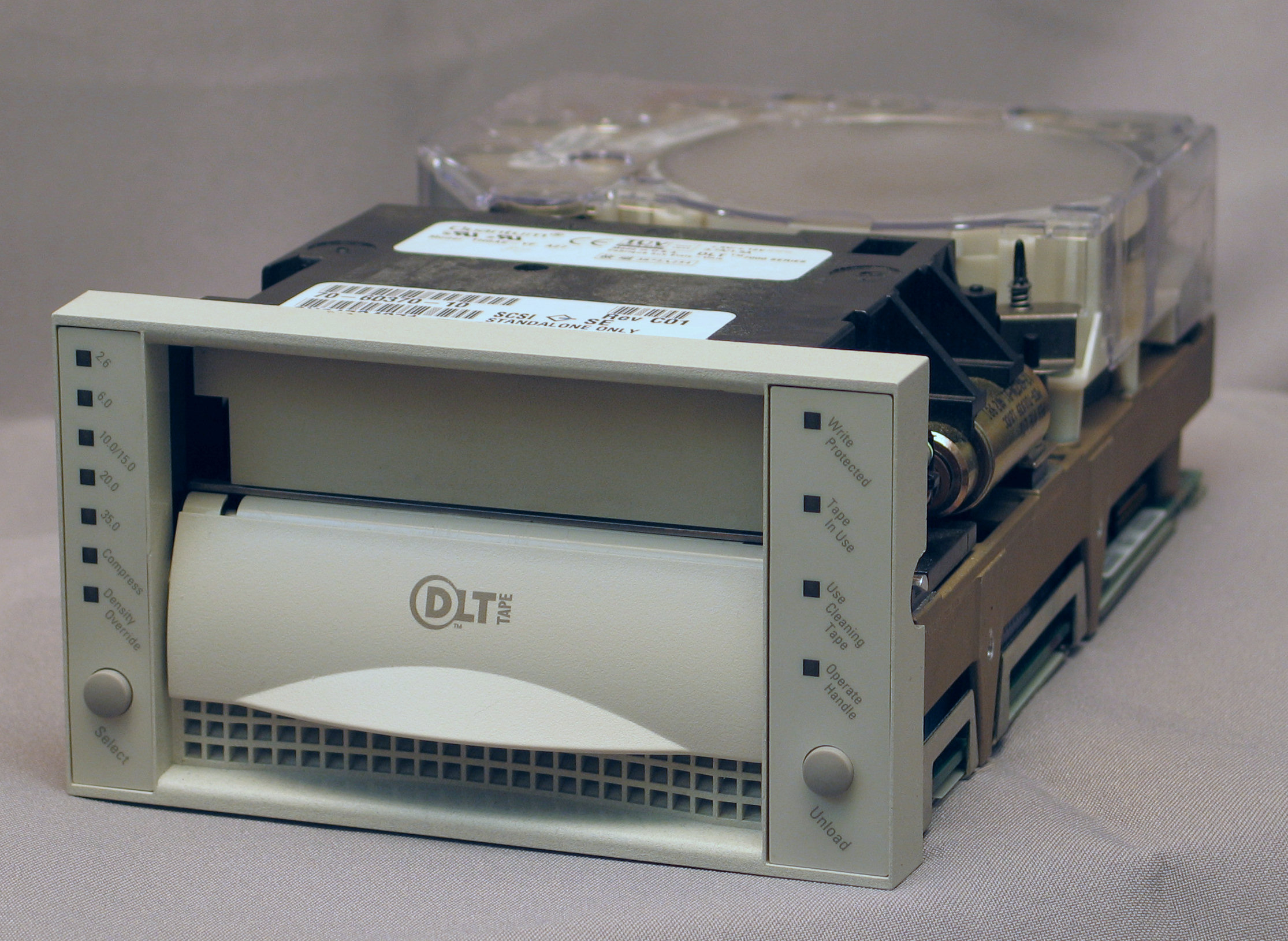
Unidad de cinta (rapero) con las medidas tradicionales para que se pueda insertar en el espacio previsto para un disquete de 5,25".

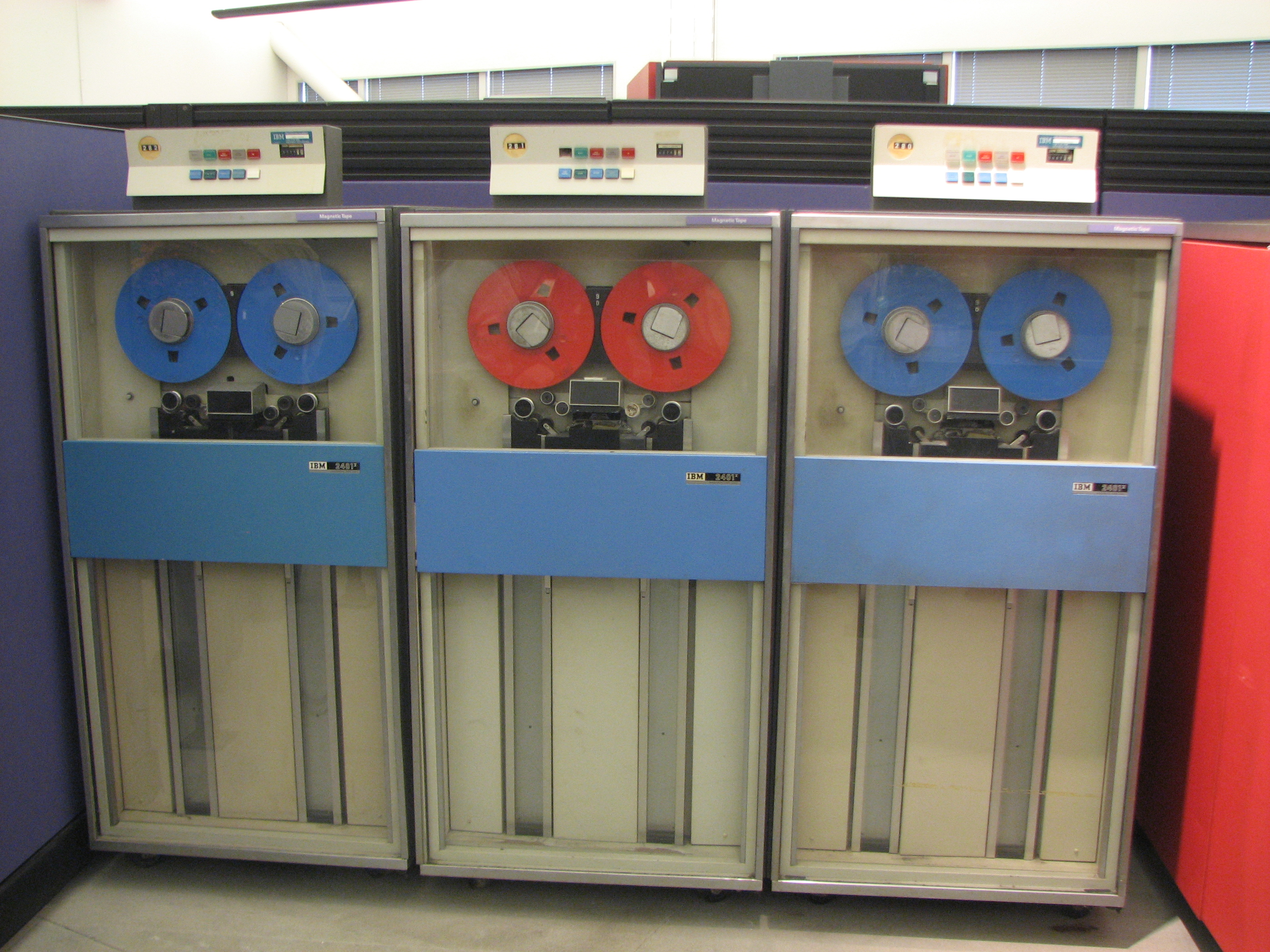
Antiguas estaciones de cinta del IBM System 360.

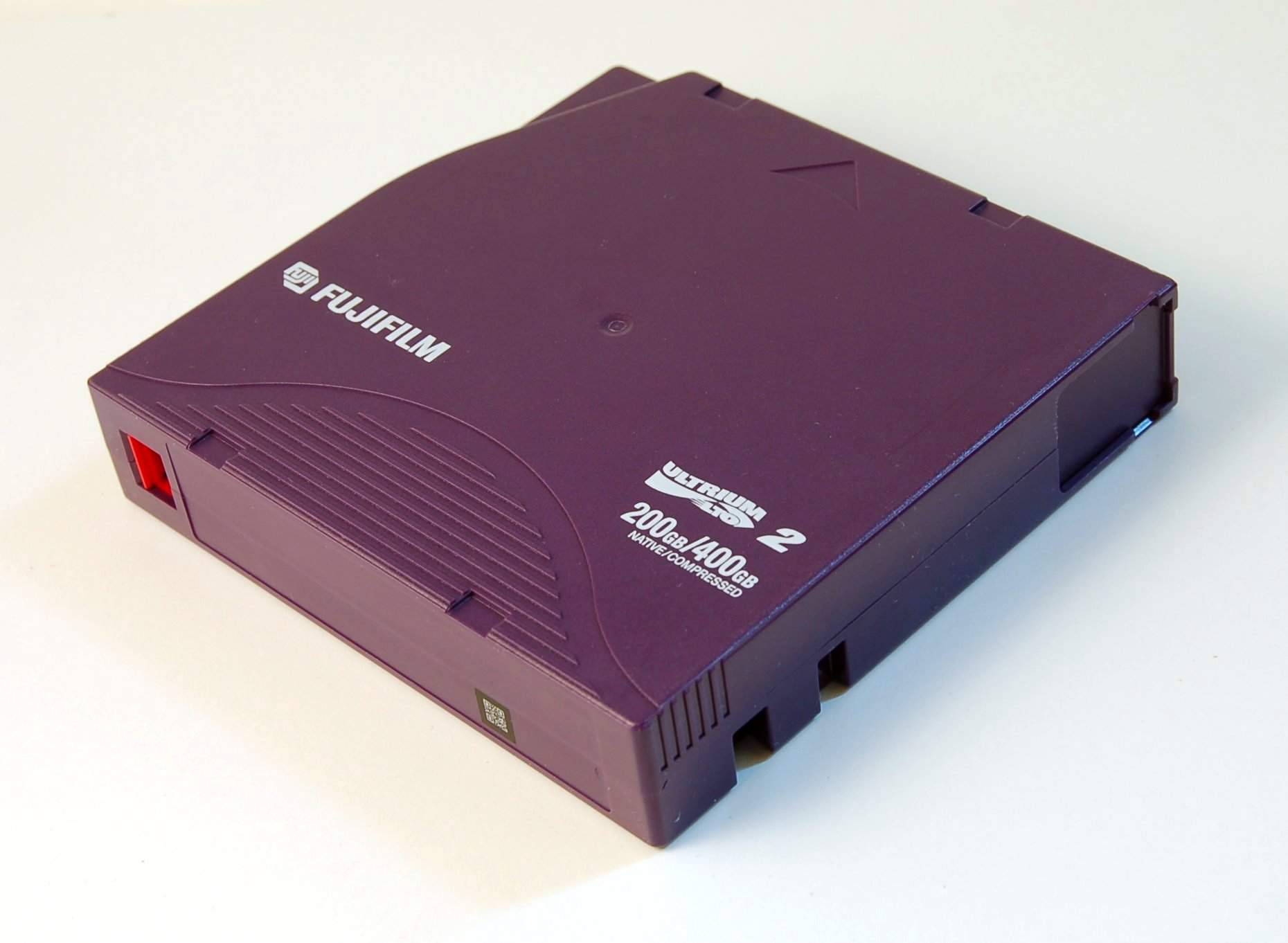
Cartucho de cinta LTO Ultrium.

La unidad de cinta (streamer, en inglés) es el tipo de dispositivo de almacenamiento de datos   que lee o graba en el soporte de almacenamiento de datos de tipo cinta magnética.
En los comienzos de la era de las computadoras, en los años 1950 y años 1960, la imagen de las dos cintas llegaron a simbolizar la imagen típica de la propia computadora.
El datasette fue, en la transición de los años 1970 y 1980, un medio habitual para las computadoras personales.
En el siglo XXI se utilizan determinadas unidades de cinta para el almacenamiento de gran cantidad importante de datos como copia de seguridad.

## Principio de funcionamiento
Al igual que los grabadores de casete, las unidades de cinta disponen de: una propulsión para dos bobinas, un botón para reproducir y grabar, y otro botón para borrar.
Los datos se leen o escriben en serie.
La capacidad de almacenamiento depende de la longitud de la cinta y también del estándar que se emplea (AIT, QIC, DAT, DCC, DDS, SLR, DLT, FSK, LTO, VXA, etcétera) y puede alcanzar el ámbito de los terabytes.
Cuando la carcasa tiene sólo una bobina, se habla de un cartucho (en contraposición al casete, que tiene dos bobinas).

## Tipos de grabación
- Grabación lineal: la cinta magnética se graba en ambas direcciones gracias a varias pistas longitudinales.
- Escaneo helicoidal (helical scan): la cinta magnética se mueve de forma oblicua respecto a la cabeza grabadora rotatoria.
- Grabación degresiva: la cinta magnética se escribe inicialmente de forma veloz y posteriormente se ralentiza.
- Grabación multipista: la ancha cinta magnética se escribe, al igual que la cinta perforada, en varias pistas paralelas, normalmente entre 7 y 11. Esto desembocó en una cantidad de formatos, que dificultan más tarde una correcta lectura.

## Métodos de escritura
Principalmente hay dos tipos de procedimientos para escribir datos en una banda magnética, el proceso comienzo-parada (start-stop mode) y el proceso de streaming.

### Proceso comienzo-parada
Con este método siempre se escriben bloques de datos en la cinta. Dado que al escribir la banda ha de hacerlo a una velocidad mínima con respecto a la cabeza lectora/grabadora, la cinta ha de acelerarse al comenzar su escritura (comienzo). Después de escribir los datos, la cinta se detiene. Debido a estas fases de comienzo y parada, entre los bloques de datos habrá huecos vacíos en la cinta magnética, denominados lnterblock-Gaps.
Este método es poco frecuente.

#### Agrupación en bloques
Una cinta magnética grabada tiene este aspecto:
```
XX..........XX..........XX..........
```

donde "XX" son datos y "...." los huecos entre los bloques de datos.
Es obvio que la gran parte de la cinta no se aprovecha para grabar datos útiles. Para ampliar la cantidad de cinta útil se pueden formar grupos de datos. Para ello se crea un grupo de datos físicos largo a partir de varios grupos de datos lógicos cortos, que se escribirá en la cinta. Esto tiene varias ventajas: la cinta se utiliza mejor, al reducirse los huecos entre datos, además, se preserva mejor la unidad de cinta y la cinta magnética, dado que se reducen las intervenciones de escritura reduciendo el estrés mecánico debido a los procesos de comienzo y parada. La cantidad de grupos de datos lógicos en un grupo de datos físico se denomina factor de agrupación.
Ejemplo: si se quieren transmitir los datos de tarjetas perforadas en una cinta, entonces se tiene una longitud de grupo lógica de 80 símbolos. Si se agrupan 100 tarjetas perforadas en un grupo físico, entonces la longitud del grupo físico alcanza los 8000 símbolos y el factor de agrupación es 100. Por ello, suele ser conveniente elegir un factor de agrupación elevado. Los dispositivos modernos (DLT, LTO, etcétera) trabajan con un longitud de bloque de 64 KB como mínimo.

### MétodoStreaming
Este método es el mecanismo de grabación más moderno. En este caso la cinta se escribe de forma continua. Para ello los datos han de suministrarse con la velocidad suficiente (por ejemplo desde un búfer de datos) a la unidad de cinta magnética. Este método es mucho más rápido que el de comienzo-parada y tanto la cinta como la unidad se preservan mejor, a la vez que se reducen los huecos sin datos. En el caso de que se tenga que detener, se escriben "marcas de archivo" en la cinta. El restablecimiento tras una parada es, en el caso de unidades modernas como DLT y S-DLT sin apenas pérdidas, si bien la cinta se tiene que rebobinar antes de retomar la escritura. Este proceso (también conocido como Shoeshine problem) no solo contribuye a una reducción sustancial del ratio de escritura, sino que también somete a la cinta magnética (por las paradas frecuentes que provoca que la cinta esté bajo tensión) así como a la unidad a un desgaste importante. De ahí la importancia de controlar en los sistemas modernos con un ratio de transferencia de datos elevado que el búfer siempre esté lleno.

## Formas de construcción
Las unidades de cinta para su montaje en una computadora disponen de una pantalla frontal con un botón para desechar y un par de diodos o ledes que muestran el estado. Se insertan en huecos de 5,25". Después de las unidades tradicionales con la altura completa del hueco (3,5"), también los hay de media altura (1,75"). 
Las unidades de cinta con una carcasa propia disponen también de una fuente de alimentación.
Las unidades para su inserción en una librería de cintas (tape libraries) son de un tipo determinado y por regla general no es posible insertar otro tipo de unidad.